# Regiunea Dakar
Regiunea Dakar este o unitate administrativă de gradul I a Senegalului. Reședința sa este orașul Dakar.